# Jüdischer Friedhof (Dömitz)
Der Jüdische Friedhof Dömitz liegt in Dömitz im Landkreis Ludwigslust-Parchim in Mecklenburg-Vorpommern. Er liegt im Bereich der früheren Theodor-Körner-Kaserne und ist erreichbar über die Fröbelstraße und die Birkenallee. Auf dem etwa 1180 m² großen Friedhofsgelände sind keine Grabsteine mehr vorhanden. Ein 1951 als Gedenkstein unter Verwendung von Grabsteinplatten errichteter Obelisk und die Einfriedung durch einen Zaun erinnern an den Friedhof.

## Geschichte
Das Alter des jüdischen Friedhofs ist nicht bekannt. Vermutlich wurde er bis um das Jahr 1920 genutzt und bis 1938 gepflegt – die jüdische Gemeinde löste sich 1919 auf. Im Jahr 1947 beschloss die Stadtverordnetenversammlung, dass der Friedhof wieder hergerichtet werden sollte. Dieser Beschluss wurde im April 1951 von etwa 50 Dömitzer Bürgern in einer Gemeinschaftsaktion umgesetzt. Dabei wurden die Grabsteine aufgerichtet und die Umzäunung erneuert.